# Josep Caminals i Oliveres
Josep Caminals i Oliveres (Roda de Ter, Osona, 1900 - Barcelona, 1979) fou un músic, compositor i pedagog català. Va començar els estudis de violí al seu poble per dedicar-se posteriorment al piano formant-se amb Enric Granados i Campiña i Domènec Mas i Serracant i treballà com a concertista durant deu anys i com a acompanyant a cantants lírics. Va ser professor del Conservatori Municipal de Música (1956-70) i va participar activament en diversos esdeveniments culturals i va ser cofundador o fundador de diverses entitats, com ara, l'Institut d'Estudis Musicals o el Foment Musical, l'Acadèmia Albéniz junt amb F. Longas i J. Roma, dissolta el 1930, i finalment l'acadèmia que porta el seu nom.